# 一塌糊涂BBS

一塌糊涂BBS登录画面（2004年）

一塌糊涂BBS（YTHT BBS），是一个完全民间性质的BBS站点，1999年9月17日開設，曾是中国大陆非常具有影响力的一个BBS，在2004年9月關站前也是教育网内平均在线人数最多的BBS。
一塌糊涂BBS站名取其“一、塔、湖、图”谐音。这是对北京大学校园内著名地点的一个概括，即博雅塔、未名湖和北京大学图书馆。

## 简史
一塌糊涂BBS最初是1999年9月17日由北京大学物理系研究生lepton架设，主要面向於北京大学学生的小型BBS，最初的域名为lepton.dhs.org。后来逐渐发展为中国大陆教育网内最大的BBS之一。
1999年9月20日进站欢迎档改为塔、湖、图的画面组合。9月21日，域名ytht.dhs.org生效。2000年3月24日正式启用新域名ytht.net。2000年5月3日，YTHT第一届民选站务正式上任，这也被认为是中国大陆BBS站点第一次民选产生的站长。2003年起，开始增加海外通道proxy2.ytht.net。 2004年5月，申请包月出国网络连接，停止proxy2.ytht.net。
一塌糊涂在其长期的发展过程中，一直秉承着民主自由的精神，而这种精神一方面使得一塌糊涂的影响力不断增长，另一方面也给一塌糊涂带来了政治上的巨大压力。
2002年5月1-7日，被要求全站性暂时中止服务。2003年5月4日，三角地、公民生活版被要求唯读整顿。
2003年6月-7月，东方之珠版（Hongkong版）被要求唯读整顿。2004年8月19日，被有关部门要求进行全站性整顿，几乎所有涉及政治话题的版面均被设为唯读，只有讨论时事政治最为集中的triangle（三角地）版在上级要求下继续开放。
2004年9月13日，北京市通信管理局下达通知，永久关闭一塌糊涂BBS。一塌糊涂BBS也在接到通知前的当日下午十三时五十分时被切断路由。随后，中国大陆的各大BBS站点相继发布公告，禁止讨论一塌糊涂BBS有关事宜，删除论坛内有关一塌糊涂BBS的帖子，并将“ytht”、“一塌糊涂”、“糊涂”、“一塌”等设为过滤词。此外，百度等搜索引擎公司也屏蔽了一塌糊涂BBS相关的关键词的搜索。至此，已基本上抹除了一塌糊涂在中国互联网上的痕迹。由于关站的具体原因没有公示，导致一塌糊涂参与者在内的部分网民进行猜测并置疑其合法性，这成为一塌糊涂被继续关注的重要原因。
2005年3月2日在网页上lepton, lhx, ylsdd为原来注册用户而租赁服务器提供电子邮件备份服务，但是并没有任何版面。
2007年1月15日 该网站重新开放BBS功能，从"乱七八糟"开始陆续恢复了包括“法律研究”在内的几十个讨论区。此时的服务器设在国外，但管理者坚持不肯恢复“三角地”等时事、政治版面，并不断删除要求恢复三角地的帖子。2007年5月14日，一塌糊涂遭到中国网络防火墙的屏蔽，站方撤掉法律研究版，但终究无济于事。
2009年4月2日 该网站再次重新开放BBS功能，但在之后的时间里，时常遭到屏蔽。从2016年4月17日至4月24日之间的某个时刻起，一塌糊涂BBS再也打不开了，从浏览器访问只会显示空白页面，每一秒种自动刷新一次。至5月12日仍是如此。到2016年7月13日，又能正常访问了。

## 社群文化
一塌糊涂BBS主要的特点是在其宽松的管理形式下形成的自由民主的讨论氛围。兼容并蓄，能够容纳不同的观点和立场，这也是其吸引大量知识型用户的原因之一。在这种环境中，培育出了众多有特色的版面，比如“公民生活”、“反谣言中心”、“台海观察”、“人权研究”等，其宽容的文化也使其包容了sex、motss和lesbian等版面。
在2004年9月13日关站前，一塌糊涂BBS逐步发展到800多个讨论区，注册用户达293793，最大同时在线人数20930。用户群主要为中国高校及科研机构的学生、研究人员、教师及专家学者，以及工作在各行各业的高校毕业生。
一塌糊涂有十分独特的文章推荐机制。阅读者除了常见的回复文章外，还可对文章进行评分，系统将根据文章所得分数及回复的人数自动形成版面的热点（hot）。和文章一样，各讨论区也参与排序，首页的热门讨论区也是自动形成的。在首页最显著位置的是全站点自动形成的10大热门话题，其评价及回复人数可以超过上千人。总之，一塌糊涂上的文章推荐大部分是由网友自己决定的。
一塌糊涂的站务管理也十分推崇“民主”观念。版务、站务组、仲裁组均由网友选举产生。用户拥有举报、投诉、弹劾等类似现实司法的权利。sysop、advice版面使网友很容易参与BBS建设。在糊涂特区，一人申请即可开设新版，这其实也是一塌糊涂“自由”风格的一种体现。

## 特色版面

### 三角地
三角地（Triangle）是該站平均访问量最高的版面，许多网友在这里讨论社会生活的方方面面，发表观点和看法，这个版面的信息量巨大，是了解中国当代社会心态的一个窗口，是一塌糊涂最具代表性的版面之一。许多事件都是先经过“三角地”版的讨论，进而引起传统媒体和舆论的关注。三角地曾经讨论的热点话题如：香港23条立法、三峡工程、哈尔滨宝马撞人案、郑恩宠泄漏国家机密案、非典、孙志刚收容致死案、美伊战争、南京汤山镇9.14中毒事件、Google被封、希望工程事件、远华案、2000年诺贝尔文学奖。

### 公民生活
公民生活（civil_life），探讨民主的各种理念， 表达社会良知、体现人文关怀。

### 反谣言中心
反谣言中心（anti_rumor），针对网络流传的报道和新闻，经过大家的讨论去伪存真，对于不明真相的人和后来者起到了良好的警示作用，也代表了糊涂的特色所在——“我们不需要用谎言去打击敌人，因为事实已经足够的有力”。

### 人之初
人之初（sex），是中国BBS上较早开设的性教育性质的版面，在中国教育网BBS中有着很高的人气和声誉，在这里网友可以自由表达自己对性的观点和进行相关的交流。

### 贴图
贴图（PIC），是教育网BBS上第一个专门为图片交流而开启的版面，版面在线人数常常高居榜首，经常超过1千人。

### 酷儿
酷儿（MOTSS），因不满只能在人之初（sex）版讨论同性恋话题，由上海交通大学的BoyzLuv（火灵）于2002年11月5日在一塌糊涂糊涂特区开版。英文名取自台湾BBS上同志版面和水木清华已被关版的同志版面的英文，中文取自李银河《酷儿理论》，意图因其谐音表现中国80年代新生代同性恋Cool的一面而非简单queer的中文翻译。因当时一塌糊涂BBS在中国大陆教育网人气最高，此版公开打破了教育网对同性恋话题的禁忌和遮掩，为中国同性恋人群获得社会认同起到了一定作用。一周后，南方周末引用版内网友发言，自此一炮走红。此版开版随后不久，专为女同性恋讨论的lesbian／手拉手也开版了。

## 一塌糊涂系统

### 软件
一塌糊涂BBS核心程序采用KCN@9#BBS开发的Firebird BBS 3.0K，后经系统维护组不断修改，吸取各种BBS软件的长处，形成独立的一套BBS软件分支，并被其他一些BBS站采用。系统支持使用TELNET，HTTP，SSH等方式连接。一塌糊涂BBS源代码遵循GNU GPL发布，任何用户均可以下载用于非商业用途，通常下载方式为SVN check out。
一塌糊涂的web访问支持程序是由南大小百合BBS的njuwebbbs-0.9发展而来，一塌糊涂的ssh连接守护进程由水木清华代码发展而来。
目前依然在开发的一塌糊涂代码分支可以在Google Code下载。

### 硬件
一塌糊涂BBS的机器设备由网友自发捐款购买。累计硬件购买款项已经达到了3万多元。所有这些钱来源于网友近四年来的支持。后又与北京中基超威信息技术有限公司合作，获得一台配有2个AMD 64 Opteron 244 CPU，4G 内存的服务器的使用权。

### 后续站点
目前采用一塌糊涂BBS代码的站点包括：天天坛BBS、一见如故BBS、多派、两全其美、天津大学天大求实BBS站、中国农业大学五色土站、西安电子科技大学雁塔晨钟BBS、西安交通大学兵马俑BBS站、郑州大学光明郑大BBS、北京大学数学科学学院公共论坛、一路BBS等。目前这些站点的代码均由不同时期的一塌糊涂代码修改而来，但相互并非自动同步更新。此外，部分站点亦有修改后在遵守相关版权协议（GPL等）的框架下发布独立代码分支的计划。

#### LQQM（两全其美）
两全其美是使用YTHT代码于公网架设的BBS站点，于2004年7月2日首次提供服务，其主要负责人为cowtiger，服务器具体配置、接入情况及产权归属不详。两全齐美于2009年冬停止服务，稍后改为Discuz!站点。

#### Sopai/Dopai（搜派/多派）
于2004年12月1日首次提供服务。主要负责人为CIE，据称博客中国或博客中国某负责人注资，服务器具体配置、接入情况及产权归属不详。该站曾导入兰州大学月牙鸣沙BBS、郑州大学光明郑大BBS等站数据。由于盈利情况未达预期，该站于2006年1月24日正式公告关站。

#### BBSYJRG（一见如故）
该站于2005年3月9日首次提供服务，于2005年5月17日正式开站。该站由部分YTHT站资深网友及管理人员集资，开站初期曾借用YTHT原服务器提供服务，现租用服务器并接入世纪互联数据中心。
该站曾经导入部分YTHT精华区，并保留了部分YTHT时期的帐号。

#### Tttan（天天坛）
该站于2005年4月10日首次提供服务，由YTHT主力维护ylsdd主要负责，目前服务器位于北美，具体配置及接入情况不详。

#### Newytht（新一塌糊涂）
该站于2005年9月25日首次提供服务。据称主要投资者为燕园菁华培训中心，后由某知名网友接手。目前服务器配置、接入情况及产权归属不详。

#### Yilubbs（一路BBS）
该站于2008年11月22日首次提供服务，由YTHT前站务BridgeD投资。该站导入了大部分精华区与版面。目前服务器配置不详、位于北美。